# Bercario
Bercario  è un nome proprio di persona italiano maschile.

## Varianti in altre lingue
- Germanico: Berachar, Berchar, Beriher, Bericher, Berhar[1]
- Latino: Bercharius[2]

## Origine e diffusione
Deriva dal nome di origine germanica Berachar, composto dagli elementi bera (o ber, bern, "orso") e hari ("esercito"). In alcuni casi può costituire una variante di Bertario (da beraht, "brillante", "famoso", e hari), tramite una delle sue forme germaniche, Perchteri; in tal caso, il nome ha il significato di "soldato celebre".

## Onomastico
L'onomastico viene festeggiato generalmente in ricordo di san Bercario, abate presso Montier-en-Der e martire: la data di commemorazione fissata dal Martirologio Romano è il 16 ottobre, ma è riportato anche nei giorni 13 e 27 marzo e 14 ottobre.